# 蒂特莫宁
蒂特莫宁是德国巴伐利亚州的一个市镇。总面积72.04平方公里，总人口5996人，其中男性3073人，女性2923人（2011年12月31日），人口密度83人/平方公里。